# 沂蒙山
沂蒙山泛指中华人民共和国山东省中南部的一片山系，大体处于潍坊的沂山，及其以南的临沂山区，由数座大山、绵延丘陵及河间平原组成。其中主要山脉有沂山、蒙山、孟良崮等，主要河流有沂河、沭河、祊河等。沂蒙山小调是當地的民間戲曲。

## 河流
沂蒙山一帶的河流屬沂沭泗河水系，是淮河流域的一部分。沂河、沭河和泗河的源頭均在沂蒙山，而祊河等。當中以沂河為當中较大河流。位于山东省南部与江苏省北部，曾为古淮河支流泗水的支流。源出山东省沂源县田庄水库上源东支牛角山北麓（另传统称源出鲁山），北流过沂源县城后折向南，干流经沂水、沂南、临沂市区、郯城，至江苏省邳州吴楼村入新沂河，抵燕尾港入黄海，全长500余公里，流域面积1.16万平方公里。在临沂以上主要为山丘区。支流多由西侧汇入，呈不对称树枝状，属山水性河道，水流急，洪峰高，暴涨暴落。临沂以下，进入平原，河道宽浅，主要靠筑堤排洪。

## 蒙山
蒙山，亦称“东蒙”、“东山”，为泰沂山脉系的一个分支，西北东南走向，绵亘75公里，总面积1125平方公里。
沂蒙山属东南亚暖温带季风性气候，年平均气温13.1℃，无霜期212天，年降雨量823.8毫米，四季分明，气候温和。植被为针叶阔叶混交，乔木灌木结合，森林覆盖率为80％。主要树种有赤松、黑松、落叶松、刺槐、侧柏及果树。1994年被批准为国家级森林公园，1995年被定为省级风景名胜区。蒙山自然风光秀丽，兼有泰山之雄壮、黄山之秀美、华山之险峻、雁荡山之奇绝。春天层峦叠翠，林海花潮；夏季飞瀑流水，云雾飘渺；秋时漫山碧透，红叶映照；冬日银装素裹，分外妖娆。

## 沂蒙山国家地质公园
這裡是沂蒙山国家地质公园的所在地。

## 沂蒙矿
沂蒙矿（Yimengit）是當地於1980年發現的新類型礦物，hat im Kreis 蒙阴县 seine Typlokalität.

## 外部連結
- Yimeng Mts (Yimeng Shan), Linyi Prefecture, Shandong Province, China （页面存档备份，存于）